# Atylotus pallitarsis
Atylotus pallitarsis är en tvåvingeart som först beskrevs av Olsufjev 1936.  Atylotus pallitarsis ingår i släktet Atylotus och familjen bromsar. Inga underarter finns listade i Catalogue of Life.